# Chloraka
Chloraka es una ciudad ubicada en el distrito de Pafos en Chipre.

## Historia
La ciudad se ubica a tres kilómetros al norte de la ciudad de Pafos. Para el 2001 su población era de más de 4000 habitantes.

## Deporte
Cuenta con un equipo de fútbol profesional, el Akritas Chlorakas, equipo que ha jugado en la [[Primera División de Chipre.